# 黑棘鯛
黑棘鯛，又稱黑鯛，俗名烏格、黑格、厚唇、乌颊，是輻鰭魚綱鱸形目鯛科的其中一種。

## 分布
本魚分布於西太平洋區，包括日本、韓國、台灣、中國東海、香港等海域。

## 深度
水深3至50公尺。

## 特徵
本魚體側扁，背緣彎曲，腹緣較平。背鰭單一，硬棘強大，與軟條間缺刻不明顯。側線上方至背鰭硬棘中央部位有鱗片7至8枚，側線起點有一不規則黑斑。體側並有若干黑色縱帶。背鰭硬棘11至12枚，軟條11枚；臀鰭硬棘3枚，軟條8枚。側線鱗片數48至56枚。成魚體長可達60公分以上。

## 生態
本魚屬於熱帶、溫帶沿岸雜食性底棲魚類，喜棲息在沙泥底質水域，有時會進入河口內灣。幼魚期全為雄性，到3至4年生才轉變成雌性。冬季到春季為其產卵期。性敏感多疑，警戒性強。

## 經濟利用
高級的食用魚，可用燒烤或煮湯或紅燒食用。是重要的養殖魚類，具高經濟價值。